# Epagnier
Epagnier (toponimo francese) è una frazione del comune svizzero di La Tène (Canton Neuchâtel).

## Geografia fisica
Epagnier si trova tra l'estremità nordorientale del lago di Neuchâtel e il fiume Thielle.

## Storia

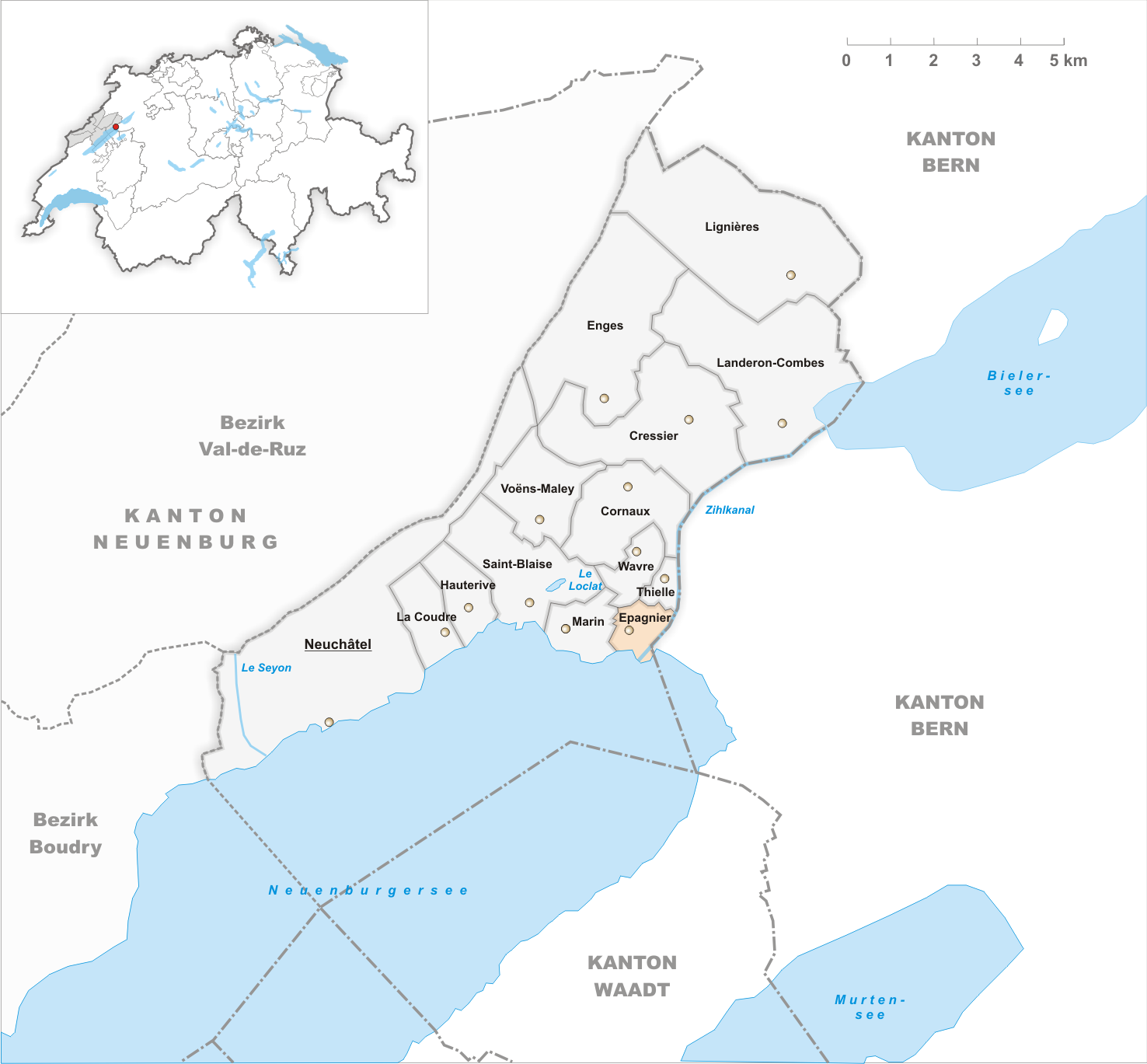
Il territorio del comune di Epagnier prima degli accorpamenti comunali del 1888

Già comune autonomo istituito nel 1873 che si estendeva per 0,90 km² e che comprendeva anche la frazione di Maison-Rouge, nel 1888 fu accorpato all'altro comune soppresso di Marin per formare il nuovo comune di Marin-Epagnier, il quale a sua volta il 1º gennaio 2009 è stato aggregato all'altro comune soppresso di Thielle-Wavre per formare il nuovo comune di La Tène.

## Monumenti e luoghi d'interesse
- Sito archeologico di La Tène[1][2].

## Società

### Evoluzione demografica
L'evoluzione demografica è riportata nella seguente tabella:
Abitanti censiti

## Infrastrutture e trasporti

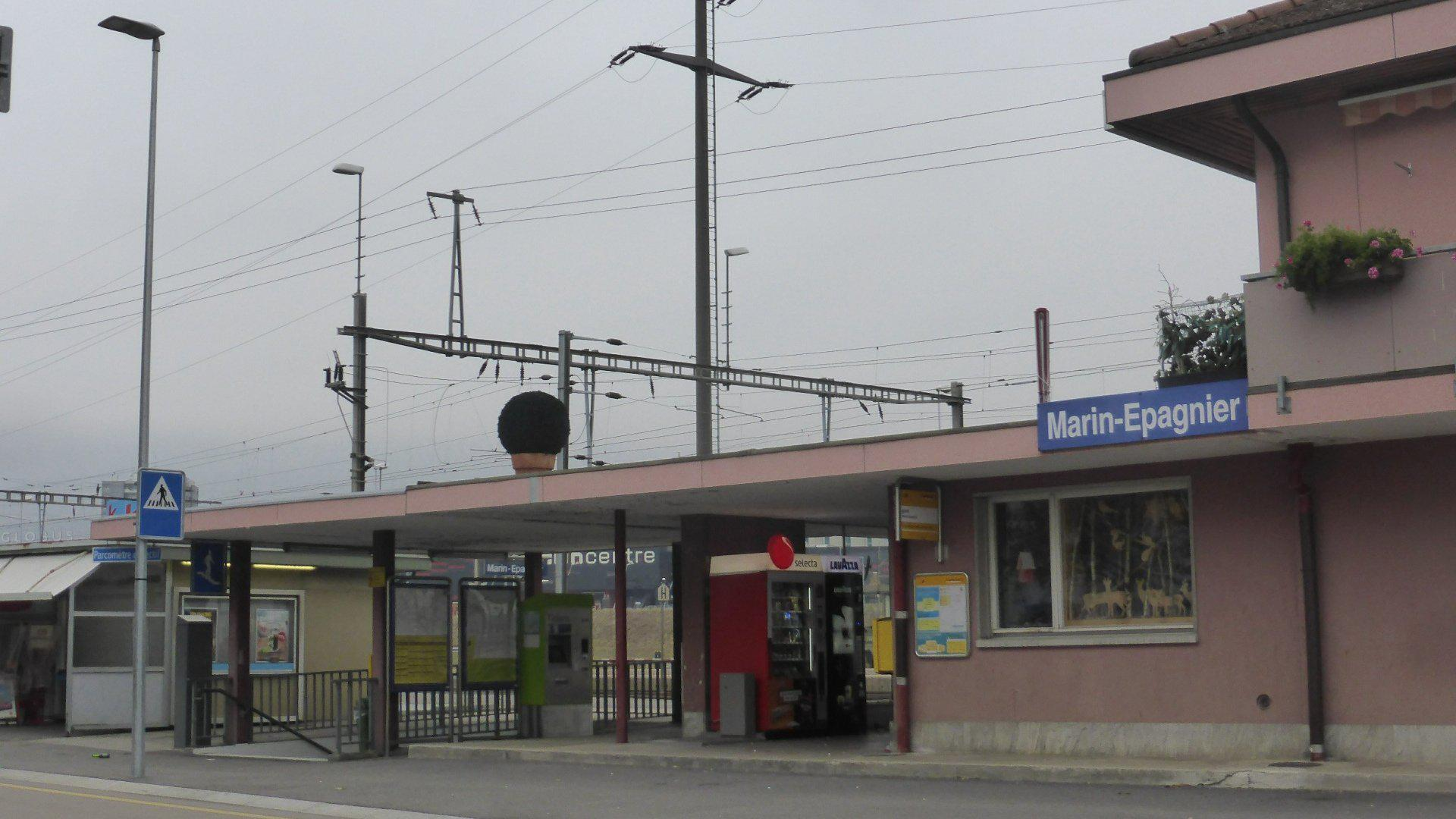
La stazione di Marin-Epagnier

Epagnier è servito dalla strada principale 5, dalla stazione di Marin-Epagnier sulla ferrovia Berna-Neuchâtel e dalla rete filoviaria di Neuchâtel.